# Vehículo-ariete

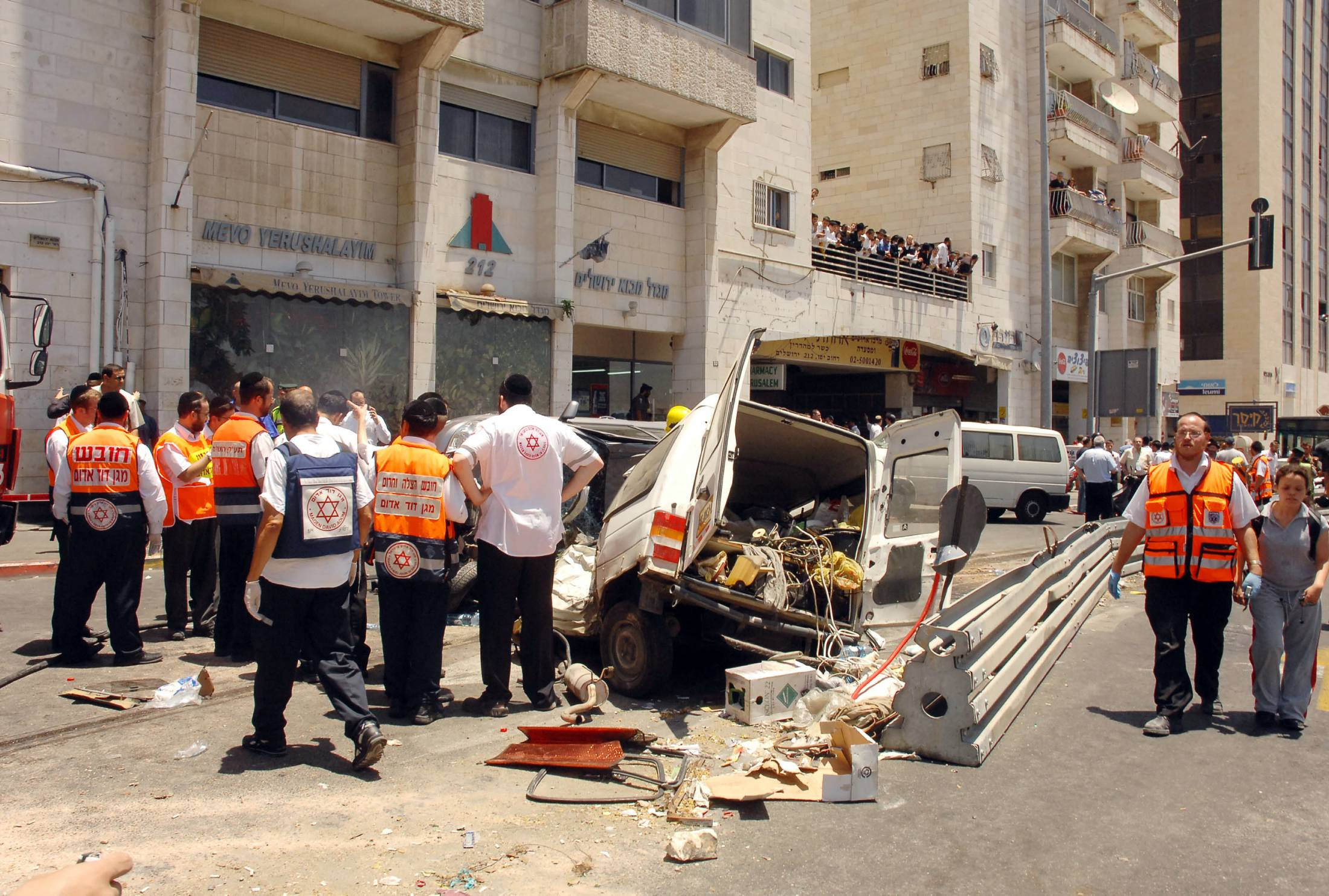
Daños causados por el ataque con un bulldozer en Jerusalén en 2008 donde murieron 3 víctimas y el atacante.

Embestida con vehículo  o vehículo-ariete, como táctica de terrorismo, es un tipo de ataque en el que un terrorista o un grupo de terroristas emplean deliberadamente un vehículo de motor como ariete contra un edificio o contra un grupo de gente.
Los vehículos también pueden ser utilizados por los atacantes para entrar en un edificio con las puertas cerradas, echándolas al suelo para entrar y luego detonar los explosivos una vez dentro, como en el caso del atentado islamista de Saint-Quentin-Fallavier.

## Ataques por embestida con vehículo
A partir de 2010 ha habido bastantes ataques con vehículo-ariete perpetrados por terroristas, cargando contra una multitud con el fin de realizar una matanza masiva con diferentes grados de éxito.

### Alemania
- El 19 de diciembre de 2016, en Berlín, un inmigrante tunecino embistió con un camión, que previamente había robado a un ciudadano polaco, contra un mercado navideño. Murieron 12 personas, incluyendo la víctima del robo y 49 resultaron heridas, algunas de gravedad. El atacante huyó poco después y días más tarde fue abatido en Milán (Italia).
- El 20 de diciembre de 2024, en Magdeburgo, un vehículo arrolló a una multitud de personas en un mercado navideño dejando 5 muertos y más de 200 heridos; el atacante, un inmigrante saudí, fue detenido en el lugar.

### Austria
- El 20 de junio de 2015, en la ciudad de Graz, Alen Rizvan Rizvanović, un bosnio islamista mató a tres personas e hirió a otras 34, al cargar contra la gente a gran velocidad dentro de una zona peatonal al volante de un 4X4.[3]

### Canadá
- El 20 de octubre de 2014, en Saint-Jean-sur-Richelieu, un individuo mató a un militar e hirió a otro cargando sobre ellos al volante de su vehículo.[4][5][6][7]
- El 23 de abril de 2018, en los alrededores de Yonge Street, Toronto, un terrorista embistió a 25 personas cuales 10 fallecieron y 15 resultaron heridas.[8]
- El  6 de junio del 2021, un hombre embistió con una camioneta a peatones musulmanes paquistaníes canadienses en una intersección en London, Ontario, Canadá. Cuatro personas murieron y otra resultó herida, todas de la misma familia.[9][10]

### España
- Atentado de Barcelona de 2017: El 17 de agosto de 2017, una furgoneta embistió a la multitud en La Rambla de Barcelona en un atentado islamista.[11] Mueren 13 personas y resultan heridas unas 100.
- Posteriormente, la madrugada del viernes 18 de agosto de 2017, en la localidad de Cambrils, otros cinco terroristas tratan de proseguir con la masacre en el paseo marítimo de la localidad, esta vez con un Audi A3, sin embargo, los terroristas logran atropellar mortalmente a una mujer y hieren a otras cuatro antes de volcarse el coche debido al exceso de velocidad de este.

### Estados Unidos
- El 13 de agosto de 2017, en Charlottesville, un terrorista embistió a activistas antifascistas, con un fallecido y 19 heridos.[12]

- El 31 de octubre de 2017, en el Lower Manhattan, Nueva York, un terrorista islamista avanzó con una camioneta alquilada por una ciclovía arrollando a peatones y ciclistas, causando 8 muertos y decenas de heridos.

### Francia
- El 21 de diciembre de 2014, en Dijon, un desequilibrado gritando “Allah Akbar” cargó voluntariamente contra una docena de peatones, hiriendo a trece personas (dos gravemente).[13]
- El 22 de diciembre de 2014, en Nantes, once personas fueron heridas (cinco gravemente) por un conductor al volante de una camioneta blanca, que cargó sobre el mercado de Navidad en el centro de la ciudad. A continuación intentó suicidarse con un cuchillo.[14]
- El 8 de enero de 2015, en Nogent-le-Rotrou, un coche cargó contra una multitud reunida en un homenaje a las víctimas del atentado contra Charlie Hebdo.[15]
- El 14 de julio de 2016, en Niza, en el paseo de los Ingleses, un camión embistió contra la multitud reunida con ocasión de la celebración de la fiesta nacional, provocando 85 muertos más el perpetrador.
- El 9 de agosto de 2017 en el suburbio parisino de Levallois-Perret, un auto embistió a un grupo de soldados que salían de un cuartel instalado a la orilla de una autopista provocando que seis de ellos quedaran heridos y que el perpetrador fuese abatido horas más tarde en su búsqueda.

### Israel
Israel conoció una ola de atentados con vehículo-ariete durante y después de la guerra de Gaza de 2014.
- El 5 de noviembre de 2014, en dos atentados murieron una persona en Jerusalén y 3 más cerca de Belén.[16]
- El 15 de abril de 2015, un fanático palestino atropelló a 3 guardas de fronteras israelíes cerca del Monte de los Olivos, antes de ser parado.[17]
- El 20 de mayo de 2015, un palestino hirió levemente a 2 policías israelíes antes de ser abatido en Jerusalén Este.[18]
- El 13 de octubre de 2015, un palestino cargó con su vehículo contra una tienda de bebidas, en el centro de la ciudad de Jerusalén, antes de acuchillar a algunos peatones[19]
- El 14 de noviembre de 2015, un palestino hirió levemente a cuatro personas con su vehículo a la entrada de Psagot en un intento de atentado.[20]

### Reino Unido
- El 22 de mayo de 2013, en el barrio londinense de Woolwich, dos islamistas embistieron a un soldado con su coche, antes de matarlo con cuchillos.[21]
- El 22 de marzo de 2017, en Londres, sobre el puente de Westminster, un individuo embistió un coche, alquilado en Birmingham, contra una multitud de peatones, matando a 4 e hiriendo a muchos otros, antes de matar a un policía. El atacante más tarde fue abatido.[22]
- El 3 de junio de 2017 en el Puente de Londres, un grupo de 3 de islamistas embistió con una furgoneta a un grupo de viandantes y acto seguido los tres atacantes se bajaron del vehículo para apuñalar a numerosas personas en el Borough Market, una concurrida zona de restaurantes.
- El 19 de junio de 2017, en Finsbury Park, Londres, un individuo al volante de una furgoneta alquilada embistió a varios peatones que salían de una mezquita próxima, provocando 10 heridos y 1 muerto.

### Suecia
- El 7 de abril de 2017, en Estocolmo, capital de Suecia, un islamista condujo un camión de reparto robado por una céntrica calle causando 4 muertos y 15 heridos.

### Tayikistán
- El 29 de julio de 2018, en el Distrito de Danghara, en Tayikistán, un grupo de varios terroristas condujeron un auto en una carretera y embistieron a un grupo de ciclistas extranjeros. 4 personas murieron y otras 2 quedaron heridas.